# Xã Pleasant Ridge, Quận Fulton, Arkansas
Xã Pleasant Ridge (tiếng Anh: Pleasant Ridge Township) là một xã thuộc quận Fulton, tiểu bang Arkansas, Hoa Kỳ. Năm 2010, dân số của xã này là 1.926 người.